# Sauveterre (Gard)
Sauveterre ist eine Gemeinde mit 2013 Einwohnern (Stand 1. Januar 2022) im Département Gard in der französischen Region Okzitanien.

## Geografie
Die Gemeinde liegt in 40 Kilometern Entfernung zur Stadt Nîmes und in jeweils 15 Kilometern Entfernung zu Orange und Avignon. Im Osten wird das Gemeindegebiet von der Rhône begrenzt, die die Grenze zum Département Vaucluse bildet. 
Nachbargemeinden von Sauveterre sind Roquemaure im Norden, Avignon (Département Vaucluse) im Osten, Villeneuve-lès-Avignon im Süden und Pujaut im Westen.

## Geschichte
Vor der Französischen Revolution war Sauveterre nur ein Weiler mit vierzig bis fünfzig Häusern. Die Bewohner des Dorfes waren ungeschützt vor Angreifern. Der Vertrag, der am 8. Dezember 1442 zwischen Sauveterre und Roquemaure geschlossen wurde, schützte die Bewohner zwar vor Angreifern, nahm ihnen aber auch viele Freiheiten. 1790 scheiterte Sauveterre mit dem Versuch, eine selbständige Gemeinde zu werden. Der Versuch geschah auf Initiative des Priesters mit Unterstützung der Kartause in Villeneuve-lès-Avignon, die in dem Gebiet Land besaß. Die Gemeinde Roquemaure war gegen die Eigenständigkeit Sauveterres. 60 Jahre später wurde die Gemeinde dann doch selbständig. 1857 gab es in Sauveterre 888 Bewohner sowie zwei kommunale Schulen.

### Bevölkerungsentwicklung
| Jahr      | 1962 | 1968 | 1975 | 1982 | 1990 | 1999 | 2008 | 2017 |
| Einwohner | 762  | 913  | 911  | 1159 | 1378 | 1696 | 1853 | 2036 |

## Städtepartnerschaften
Seit 1999 besteht eine Städtepartnerschaft mit der italienischen Gemeinde Gaggio Montano.

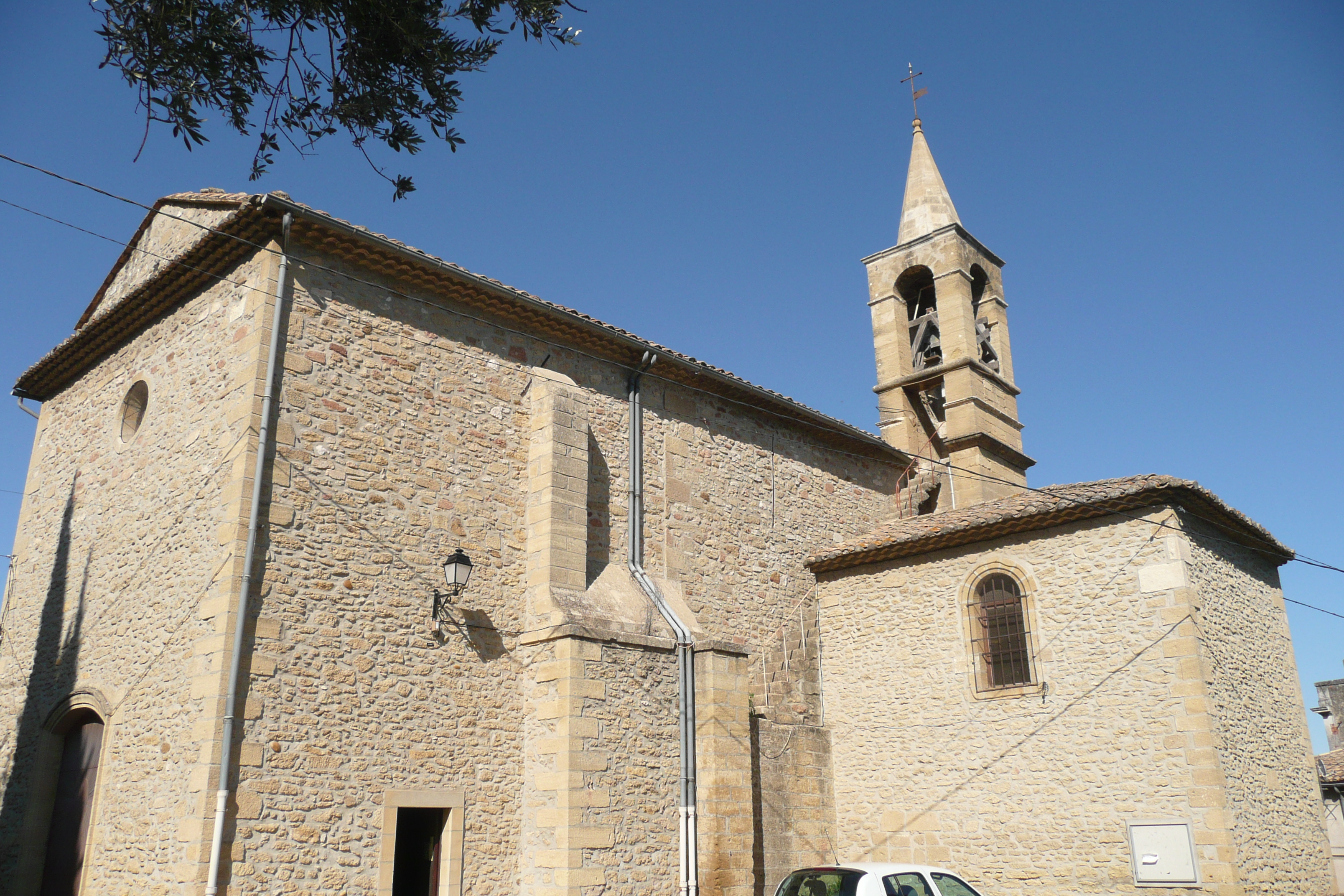
Kirche Saint-Jean-Baptiste